# (2254) Requiem
(2254) Requiem es un asteroide perteneciente al cinturón de asteroides, descubierto el 19 de agosto de 1977 por Nikolái Stepánovich Chernyj desde el Observatorio Astrofísico de Crimea (República de Crimea).

## Designación y nombre
Designado provisionalmente como 1977 QJ1. Fue nombrado Réquiem en homenaje a la madre del descubridor, Melaniya Petrovna Chernyj.